# Stazione di Birmingham Snow Hill
La stazione di Birmingham Snow Hill (in inglese Birmingham Snow Hill railway station) è una stazione ferroviaria di Birmingham, in Inghilterra, Regno Unito.